# Ekathotsarot
Re Ekathotsarot, in lingua thai: สมเด็จพระเอกาทศรถ (RTGS: Somdet Phra Ekathotsarot), conosciuto anche come Sanphet III (Phitsanulok, ... – Ayutthaya, 1610), è stato il ventesimo sovrano del Regno di Ayutthaya, fondato nel 1350 da Ramathibodi I nell'odierna Thailandia.
Divenne re nel 1605 alla morte del predecessore, il fratello Naresuan, l'eroe nazionale siamese grazie al quale Ayutthaya riconquistò l'indipendenza dai birmani della Dinastia di Toungoo.
Ekathotsarot divenne famoso soprattutto per essere stato al fianco del fratello in quasi tutte le campagne militari che questi intraprese. Oltre alle diverse guerre per liberarsi dal vassallaggio ai birmani, partecipò anche a quelle successive che espansero sensibilmente i confini del Siam. Il suo fu un regno all'insegna della pace, durante il quale si impegnò a consolidare le finanze di Ayutthaya.

## Biografia
Ekathotsarot nacque a Phitsanulok durante il regno del nonno Maha Chakkraphat, ed era il figlio minore di Maha Thammaracha, un membro della casa reale dell'antico Regno di Sukhothai che era stato nominato governatore di Phitsanulok, re di Sukhothai e viceré di Ayutthaya per aver aiutato il suocero Maha Chakkraphat a salire al trono. La madre era Wisutkasat, figlia del sovrano e della regina Suriyothai, le cui eroiche gesta avevano salvato Ayutthaya dalla capitolazione durante l'invasione birmana del 1549.
La sorella maggiore era la principessa Supankulayanee e Naresuan, che era il figlio maschio maggiore del re di Phitsanulok, era il secondo nella linea di successione al trono di Ayutthaya. I due fratelli crebbero fianco a fianco; Ekathotsarot era chiamato principe bianco per la pelle chiara e la gentilezza che lo distingueva, mentre Naresuan era chiamato principe nero per la pelle scura, la sua stretta disciplina ed il temperamento vulcanico.

### Crisi dinastica di Ayutthaya
Il Regno di Ayutthaya stava a quel tempo attraversando una grave crisi dinastica; dal 1533 al 1548 i quattro sovrani che erano saliti al trono furono tutti assassinati da membri della casa reale di Ayutthaya. Nello stesso periodo era salito al trono del Regno di Toungoo Tabinshwehti, il quale iniziò l'espansione che nel 1545 avrebbe riunificato la Birmania, trasformandola in una delle maggiori potenze militari del sudest asiatico e una grave minaccia per l'indebolito Siam.
Durante il regno di Chairacha (1534-1546) vi erano stati i primi scontri tra i regni di Ayutthaya e di Toungoo. Il sovrano fu assassinato nel 1546 da una delle sue consorti di rango minore, la principessa Sri Sudachan, che fece uccidere anche il figlio e successore Yot Fa per issare sul trono il proprio amante Worawongsa, il cui regno durò solo alcune settimane. Furono il principe Phiren Thorathep di Phitsanulok ed altri lealisti ad uccidere Worawongsa e la sua amante nei pressi di Ayutthaya, e a far acclamare re Thianracha, il nonno di Ekathotsarot, che salì al trono con il nome regale Maha Chakkraphat. Questi ricompensò con generosità i nobili che lo avevano aiutato e in particolare diede in sposa la propria figlia Wisutkasat a Khun Phiren Thorathep, che fu nominato governatore di Phitsanulok con il nome regale Maha Thammaracha.

#### Prima invasione birmana
Informato sul periodo di crisi che stava attraversando Ayutthaya, il re birmano Tabinshwehti invase il Siam prendendo a pretesto degli scontri che si erano verificati lungo le frontiere tra i due Stati. I siamesi avevano concentrato le difese nella capitale ed ingaggiarono battaglia nel febbraio del 1549. L'esercito uscì dalla città comandato da re Maha Chakkraphat e parteciparono allo scontro anche la regina Suriyothai e la figlia principessa Boromdhilok. L'armata siamese raggiunse la colonna comandata dal viceré di Prome e, com'era consuetudine di quel tempo, i due comandanti si affrontarono in un duello testa a testa sul dorso degli elefanti. Il re siamese fu salvato dall'eroico sacrificio della moglie Suriyothai, la nonna di Ekathotsarot, che morì combattendo e permise all'esercito di ricomporsi e fare rientro in città.
Il successivo assedio di Ayutthaya si protrasse fino a quando Tabinshwehti seppe che stava arrivando un grosso esercito da Phitsanulok, comandato da Maha Thammaracha, e che nella capitale Pegu era in corso una ribellione dei mon. Diede l'ordine di ritirata, durante la quale i birmani tesero un'imboscata agli inseguitori e catturarono il principe Ramesuan, erede al trono di Ayutthaya, e lo stesso Maha Thammaracha, imponendo a Maha Chakkraphat di poter lasciare il Siam incolumi in cambio della riconsegna dei due principi.

#### Il secondo impero birmano
Al ritorno dalla campagna in Siam, il re birmano Tabinshwehti entrò in un grave periodo di crisi personale e ne approfittarono i popoli assoggettati in precedenza, le cui ribellioni frantumarono il regno. Il generale Bayinnaung assunse la reggenza e mentre combatteva per soffocare una rivolta lontano dalla capitale, una nuova ribellione dei mon di Pegu portò nel 1550 all'assassinio di Tabinshweti. Bayinnaung riuscì a ristabilire un proprio regno nel 1551 nella vecchia capitale Toungoo.
Al comando di Bayinnaung, che è stato definito il Napoleone della Birmania, l'esercito di Toungoo divenne un'invincibile macchina da guerra. Nel giro di pochi anni fu nuovamente riunificato il Paese, furono riprese Pegu, Prome, e Ava, vennero annessi i principati shan, fu conquistato il Regno Lanna e una parte del Regno di Chiang Hung. In virtù delle sue conquiste, Bayinnaung fu in grado di regnare su un largo impero, il più grande mai esistito nel sudest asiatico ed il secondo dei birmani tre secoli dopo la caduta del Regno di Pagan.

#### Seconda invasione birmana, conquista di Ayutthaya e deportazione di Naresuan e Ekathotsarot
La seconda invasione birmana di Ayutthaya prese il via nell'autunno del 1563 da Chiang Mai e furono conquistate con facilità le città del nord. Maha Thammaracha, constatata la superiorità nemica, consegnò nel gennaio del 1564 Phitsanulok al nemico e ingrossò l'esercito di Bayinnaung mettendogli a disposizione 70.000 uomini. A titolo di garanzia dovette consegnare come ostaggi agli invasori i propri figli Naresuan e Ekathotsarot, che furono deportati a Pegu. Da quel momento Maha Thammaracha sarebbe rimasto per diversi anni un fedele vassallo dei birmani come re di Phitsanulok.
Le truppe di Pegu giunsero ad Ayutthaya nel febbraio del 1564 ed iniziarono a bombardare la città. Vistosi perduto, Maha Chakkraphat scese a patti con Bayinnaung che, nella fretta di tornare in patria, acconsentì a ritirarsi imponendo pesanti condizioni. Ayutthaya diveniva uno stato vassallo della Birmania e si impegnava a versare tributi annuali, venivano ceduti quattro elefanti bianchi ed era riconosciuto ai birmani il diritto di sfruttamento di Mergui, a quel tempo il maggiore porto della regione per volume di scambi commerciali. Furono deportati in Birmania alcuni membri della casa reale come ostaggi, tra questi vi fu sicuramente il principe Ramesuen e probabilmente lo stesso Maha Chakkraphat. Il trono di Ayutthaya fu dato a Mahinthra Thirat, figlio di Chakkraphat, che regnò come vassallo dei birmani.

#### Terza invasione birmana
Negli anni successivi, Ayutthaya cercò di liberarsi dal dominio birmano e di riconquistare Phitsanulok, approfittando che Maha Thammaracha era in visita a Pegu. La reazione birmana fu durissima, Bayinnaung tornò con un esercito ancora più grande di quello della precedente invasione e nel dicembre del 1568 fu nuovamente posta sotto assedio la capitale. Anche questa volta i birmani erano accompagnati dalle truppe di Phitsanulok e Chiang Mai. Maha Chakkraphat morì il mese successivo, mentre era in corso l'assedio, ed il trono fu nuovamente affidato a Mahinthra Thirat. Questi si dimostrò un incapace e diede l'incarico di organizzare le difese a Phraya Ram, il governatore di Kamphaeng Phet che si era rifugiato nella capitale. Nell'agosto del 1569 Ayutthaya fu espugnata per la prima volta nella sua storia, l'intera famiglia reale fu deportata a Pegu e Mahinthra Thirat morì durante il trasferimento.

### Regno di Maha Thammaracha
Bayinnaung pose sul trono del Siam come vassallo Maha Thammaracha, conferendogli il nome regale Sanphet I, che fondò la Dinastia di Sukhothai, ponendo fine dopo due secoli alla Dinastia di Suphannaphum. Tra i primi provvedimenti presi da Bayinnaung vi fu lo smantellamento delle difese di Ayutthaya. Oltre alla famiglia reale, fu deportata anche la maggior parte della cittadinanza e nella capitale rimasero 10.000 abitanti, contro i 150.000 del 1544. Furono introdotti il calendario birmano e molte delle leggi in vigore a Pegu, basate sull'antico codice di comportamento delle leggi di Manu, da lungo tempo obsoleto in Siam ma ancora usato a quel tempo in Birmania.

#### Invasioni cambogiane
Come spesso era successo in passato, il sovrano della Cambogia cercò di approfittare della crisi di Ayutthaya. Pensando di poter saccheggiare con facilità la capitale priva di difese e di deportare un buon numero di prigionieri di guerra, ordinò l'attacco nel 1570. I siamesi respinsero l'esercito khmer dopo avergli inflitto pesanti perdite. Analogo esito ebbero altre invasioni cambogiane degli anni successivi. Malgrado i lutti e i disagi che comportarono, queste invasioni si rivelarono provvidenziali per i progetti di indipendenza siamesi. Diedero modo a Maha Thammaracha di ordinare la ricostituzione delle difese della città con il consenso di Bayinnaung, che in tal modo affidava ai siamesi la protezione dell'Impero birmano. Furono ricostruite le mura, scavati nuovi fossati ed acquistati cannoni dagli europei.

#### Ritorno di Naresuan e Ekathotsarot
Maha Thammaracha propose a Bayinnaung la liberazione dei propri figli Naresuan e Ekathotsarot, che erano ostaggi dei birmani dall'invasione del 1564, in cambio della figlia, la principessa Supankanlaya. Il re birmano accettò l'offerta, la principessa siamese si sacrificò ad essere la sua concubina e i fratelli tornarono in patria nel 1571. Il primogenito Naresuan fu subito nominato viceré ed erede al trono con la carica di Uparat e, come da tradizione, gli fu assegnato il trono di Phitsanulok.
Alla morte di Setthathirat, nel 1574 Bayinnaung sferrò un nuovo attacco contro Lan Xang, che grazie all'abilità del defunto sovrano aveva conservato l'indipendenza respingendo diversi attacchi dei birmani. L'esercito di Ayutthaya fu reclutato per appoggiare l'invasione e partì alla volta di Vientiane capeggiato da Maha Thammaracha e Naresuan, mentre a Ekathotsarot fu affidata la reggenza della capitale. Lungo il tragitto, Naresuan contrasse il vaiolo e i siamesi si ritirarono. Lan Xang fu comunque conquistato da Bayinnaung, che ottenne la massima espansione territoriale del proprio vasto impero.

#### Nuove invasioni cambogiane
Nel 1575 e nel 1578 si registrarono altre due invasioni cambogiane. Entrambe furono respinte, ma gli invasori riuscirono a portare con sé molti prigionieri, un evento negativo per il depopolato Siam di quegli anni. In entrambe le invasioni, Naresuan si distinse per il proprio coraggio, destando l'ammirazione e le preoccupazioni dei birmani. Fu in questo periodo che Maha Thammaracha iniziò a delegare ai figli, in particolar modo a Naresuan, le incombenze militari. Nel 1580, nuove fortificazioni furono erette ad Ayutthaya. Due anni dopo ebbe luogo una ribellione nel Siam orientale. I rivoltosi furono dispersi dopo l'uccisione del loro capo Yan Prajien, che si era asserragliato a Lopburi.
In quello stesso anno ci fu uno sconfinamento dei cambogiani, che si impadronirono di Phetchaburi e si ritirarono con un gran numero di prigionieri. Nel 1582 penetrarono ancora in Siam, venendo respinti per l'ennesima volta. Le invasioni dei cambogiani e dei birmani, nonché i pesanti tributi che i siamesi dovevano pagare a questi ultimi, furono un disastro per l'economia del regno, anche per le deportazioni fatte dagli invasori che avevano lasciato Ayutthaya con pochissima forza lavoro.

#### Morte di Bayinnaung, indipendenza siamese e prima vittoria contro i birmani
Nel novembre del 1581, re Bayinnaung morì mentre stava cercando di conquistare il Regno di Arakhan, l'odierno Stato Rakhine. Il Regno birmano fu affidato al figlio Nandabayin il quale, privo dell'abilità e del carisma del padre, vide in pochi anni disgregarsi l'immenso impero. Nel 1584 scoppiò una rivolta contro Nandabayin a Ava, ed il sovrano birmano chiamò Naresuan a collaborare per sopprimerla. In realtà l'invito di Nandabayin nascondeva un complotto per ucciderlo, ritenendolo un pericoloso condottiero in grado di ribellarsi al suo potere. Gli emissari inviati alla frontiera per riceverlo, rivelarono a Naresuan di essere venuti per assassinarlo. Subito il principe convocò tutti gli ufficiali siamesi e birmani presenti nella zona ed annunciò ufficialmente la rottura dell'alleanza tra Ayutthaya e Pegu. Lo storico annuncio fu dato nel maggio del 1584 a Mueang Khreng. Il principe siamese radunò a sé un gran numero di locali volontari, con i quali ingrandì il proprio esercito che marciò su Pegu. L'assedio ebbe inizio e subito dopo giunse la notizia che Nandabayin, con il grosso delle truppe, stava tornando vittorioso dalla spedizione contro Ava.
Ciò rovinò i piani di Naresuan, che sperava di affrontare un esercito in rotta e ordinò di liberare i siamesi detenuti a Pegu, fare quanti più prigionieri di guerra fosse possibile e iniziare la ritirata. Le truppe che Nandabayin mandò ad inseguirlo, guidate dall'erede al trono, subirono una grande sconfitta lungo il fiume Sittaung, la prima subita dai birmani contro i siamesi dagli scontri di frontiera del 1534. Subito dopo, i birmani chiesero che venissero riconsegnati dei prigionieri shan fuggiti e rifugiatisi a Phitsanulok. Al rifiuto opposto da Naresuan, che confermò in tal modo l'indipendenza di Ayutthaya, Nandabayin spedì un nuovo esercito in Siam che fu respinto nella zona di Kamphaeng Phet. I governatori siamesi di Phichai e Sawankhalok, che si erano rifiutati di unire le proprie truppe a quelle di Ayutthaya, furono giustiziati.

#### Prima alleanza siamese-cambogiana e nuove vittorie contro i birmani
Fu in questo periodo che ebbe luogo un evento epocale, il re di Cambogia si rese conto della ritrovata potenza dei siamesi ed offrì ad Ayutthaya un'alleanza in funzione anti-birmana, che fu accettata. Per la prima volta nella storia, gli eserciti khmer e quelli siamesi combatterono uniti. La prima occasione fu durante la nuova grande invasione del dicembre 1584, in previsione della quale Naresuan fece evacuare le città settentrionali e concentrò tutta la popolazione a difesa della capitale. Fu fatta terra bruciata sulla strada che i birmani avrebbero percorso, e furono portati ad Ayutthaya tutti i raccolti e quanto altro avrebbe potuto essere utile al nemico.
Una prima armata birmana attaccò da ovest e il suo piano era di congiungersi ad Ayutthaya con la grossa armata proveniente da Chiang Mai. Il piano fallì, la prima armata giunse con largo anticipo e fu facilmente respinta oltre confine dall'agguerrito esercito di Ayutthaya. La seconda arrivò 15 giorni dopo e le numerose azioni di guerriglia siamesi la costrinsero a ritirarsi a Kamphaeng Phet, dove i suoi comandanti ricevettero ordini di prepararsi per una nuova campagna. Tre armate birmani si disposero in diverse zone in attesa della stagione propizia per il nuovo attacco. La prima di tali armate fu annientata nell'aprile del 1586, molti furono i prigionieri fatti dai siamesi ed i superstiti tornarono a Chiang Mai. Nel corso della battaglia vi furono attriti tra Naresuan ed il generale a capo dell'esercito cambogiano, fratello del re, che portarono alla rottura dell'alleanza.
La nuova campagna dei birmani ebbe inizio nel novembre del 1586, e per la prima volta una delle sue armate fu guidata dal re Nandabayin in persona. Ancora una volta furono concentrate le difese ad Ayutthaya e fu lasciato agibile un corridoio a sud, verso il mare, rendendo deserte e inutilizzabili tutte le altre zone. Le tre armate birmane provenienti da est, nord e ovest arrivarono insieme ad Ayutthaya nel gennaio 1587 e cinsero d'assedio la città. I principi Naresuan e Ekathotsarot si resero protagonisti di grandi gesti di eroismo e furono inflitte grandi perdite al nemico che, con l'approssimarsi delle grandi piogge, si ritirò nel maggio successivo. Secondo fonti birmane, un nuovo assedio fu posto ad Ayutthaya l'anno seguente, evento di cui non si trova riscontro nelle cronache siamesi.
Nei primi mesi del 1587, ci fu un'invasione anche da parte dei cambogiani, che intesero vendicarsi del trattamento subito dal fratello del re e di nuovo occuparono Prachinburi. Appena i siamesi respinsero i birmani, si precipitarono a scacciare ed inseguire i cambogiani. Le truppe di Ayutthaya occuparono Battambang e Pursat e continuarono l'inseguimento fino a Lovek, la capitale dei khmer. Rimasti a corto di viveri, i siamesi si ritirarono ma Naresuan si ripromise di tornare a punire l'inaffidabilità dell'ex alleato.

### Il regno di Naresuan
Nel luglio del 1590, all'età di 75 anni, morì il re Maha Thammaracha dopo 21 anni di regno. Sovrano controverso, eroico in gioventù e remissivamente sottomesso ai birmani in età adulta, lasciò le incombenze del regno ai propri figli negli ultimi anni di vita. Gli succedette l'eroico Naresuan, che nominò Ekathotsarot Uparat ma non gli assegnò il trono di Phitsanulok, come era da lunga tradizione dei sovrani precedenti. Lo tenne con sé ad Ayutthaya e gli riservò un trattamento da proprio pari, facendolo diventare come un secondo sovrano del regno. Ebbe così fine il titolo di re di Sukhothai, che spettava all'erede al trono di Ayutthaya e al governatore di Phitsanulok. Quest'ultima, al pari delle altre città settentrionali del regno, sarebbe rimasta deserta per alcuni altri anni.
Nel novembre del 1590, Nandabayin spedì un grande esercito di invasione in Siam, la cui avanguardia era comandata dai principi di Bassein e Pagan. Le truppe di Ayutthaya andarono incontro al nemico, sbaragliarono l'avanguardia nei pressi del passo delle Tre Pagode e inseguirono i superstiti fino a che raggiunsero il grosso dell'armata birmana la quale, presa di sorpresa, si disunì e fu messa in fuga. I birmani non si diedero per vinti e nel dicembre del 1592 tornarono all'attacco con due eserciti, uno proveniente da ovest e uno da Moulmein, più a nord. Il primo troncone incontrò le truppe siamesi guidate da Naresuan nei pressi di Suphanburi. Qui ebbe luogo il 18 gennaio la battaglia di Nong Sarai, uno degli episodi più famosi della vita di Naresuan. Lo scontro non era ancora iniziato, quando gli elefanti su cui montavano Naresuan e Ekathotsarot iniziarono a correre, spaventati dal frastuono. Fu così che i due fratelli si trovarono all'interno dello schieramento birmano ed il re si trovò faccia a faccia con Minchit Sra, l'erede al trono birmano che ben conosceva dal tempo in cui era stato in cattività a Pegu.
La sfida per un duello in groppa all'elefante lanciata da Naresuan fu raccolta dal principe birmano con grande lealtà, visto che gli isolati reali siamesi potevano essere arrestati e uccisi con facilità. Il duello durò poco, in uno dei primi assalti Minchit Sra fu ucciso dal re, ed anche Ekathotsarot emerse vincitore da un analogo duello con un altro comandante. Secondo cronache birmane, Minchit morì accidentalmente. La morte dell'erede al trono ed il contemporaneo arrivo di un grosso contingente siamese gettò lo scompiglio tra i birmani, che subito si ritirarono oltre frontiera. I siamesi rimasero ad aspettare il secondo contingente di Pegu, che fu però richiamato da Nanda Bayin dopo che questi seppe della morte del figlio.

#### Prima invasione siamese della Birmania
L'indipendenza dichiarata nel 1564 divenne una realtà tangibile dopo la battaglia di Nong Sarai. L'esito negativo delle due spedizioni e la crisi che attanagliava Pegu avrebbero tenuto i birmani lontani dal Siam per diversi anni. All'inizio dell'anno successivo, approfittando della progressiva disgregazione dell'Impero birmano, Naresuan prese l'iniziativa e inviò due eserciti nel sud della Birmania che conquistarono rispettivamente gli importanti porti di Tenasserim e Tavoy e respinsero i rinforzi giunti da nord. Con il pericolo birmano scongiurato, nel 1593 Naresuan diede ordine di ripopolare le città del nord che erano state fatte evacuare otto anni prima, anche se il numero dei siamesi si era enormemente ridotto in quegli anni di guerre. In quello stesso periodo, grazie ai successi militari il Siam aveva ristabilito i confini nazionali che aveva ai tempi in cui era salito al trono Maha Chakkraphat, nel 1549.

#### Rinascita del Paese
Le ultime due invasioni birmane avevano distolto Naresuan dal proposito di vendicare l'invasione khmer del Siam del 1587. Nel maggio del 1593, tre eserciti per un totale di oltre 100.000 uomini e una grande flotta entrarono in Cambogia. Le tre armate giunsero senza incontrare grandi resistenze alla capitale Lovek, dove ebbe inizio un lungo e sanguinoso assedio che mieté vittime in entrambi gli schieramenti e che si concluse nel 1594, quando la famiglia reale cambogiana fuggì a nord, per trovare in seguito rifugio presso il Regno di Lan Xang. Una guarnigione fu lasciata a governare la Cambogia, furono liberati i siamesi catturati in precedenza dai cambogiani e furono deportati in Siam molti prigionieri di guerra. Oltre a sottomettere il pericoloso Paese vicino, Naresuan ottenne quindi un gran numero di braccianti e forza lavoro in genere che furono destinati alla ripopolazione del Siam settentrionale.
L'aggravarsi della crisi birmana aveva scatenato le ire di re Nandabayin, che sottoponeva ribelli e propri sudditi ad ogni tipo di crudeltà. Pegu in particolare, pur essendo la capitale della Birmania, era la maggiore città dei mon, il cui Regno di Hanthawaddy era sempre stato in lotta contro i birmani. Le continue ribellioni interne e la violenta repressione con cui Nandabayin le faceva reprimere stava causando un grande esodo di cittadini verso il Siam.
La ribellione del governatore mon di Moulmein mise in allarme il governatore birmano di Martaban, che si preparò a soffocarla. I mon chiesero quindi aiuto ai siamesi che nel 1594 spedirono a supporto un grosso esercito. Martaban fu presa in breve tempo e furono poi respinti i rinforzi birmani portati dal principe di Toungoo, costretti a ritirarsi nella zona di Thaton. Secondo fonti birmane, furono i rinforzi birmani a vincere lo scontro ed arrestare l'espansione siamese. In ogni caso, la spedizione indebolì ulteriormente il regno birmano e rafforzò quello di Naresuan che, libero dalle paure di nuove invasioni, poté dedicarsi negli anni successivi alla ricostruzione del Paese.
Particolare importanza ebbero i cordiali rapporti intrattenuti dalla corte siamese con le folte comunità portoghesi e spagnole che risiedevano ad Ayutthaya. Nel 1598, un rappresentante del governo spagnolo arrivò da Manila per firmare un trattato di collaborazione ispano-siamese, il secondo tra Ayutthaya e una Nazione europea dopo quello del 1516 siglato da Ramathibodi II con i portoghesi.

#### Aggravamento della crisi birmana e nuova invasione siamese
Nel frattempo, la crisi birmana assumeva nuovi sviluppi sia all'interno del Paese che tra gli Stati conquistati durante il regno di Bayinnaung. Dispute interne portarono nel 1593 alla dichiarazione d'indipendenza della città di Prome, contro la quale il governo centrale si trovò isolato. In quel periodo si levarono contro Pegu anche il Regno Lanna e quello di Arakan. Quest'ultimo, che aveva mantenuto la propria indipendenza, compì incursioni in territorio birmano e si alleò con Toungoo, con cui pianificò di spartirsi quanto rimaneva del regno birmano. Per raggiungere tale scopo, nel 1596 i due alleati chiesero l'aiuto del Siam; analoga richiesta giunse ad Ayutthaya nel 1595 da Chiang Mai, dove il re si trovava al centro di un conflitto contro i laotiani che avevano invaso Chiang Saen, disputa nella quale il governo centrale birmano non era in grado di intervenire. Naresuan ebbe quindi modo di espandere ulteriormente la propria influenza in nuovi territori. Inviò delle truppe a Chiang Saen, dove fece cacciare gli occupanti ed installò un governatore locale di propria fiducia.
Quando il principe di Toungoo ed il re di Arakan si resero conto dell'estrema debolezza di Pegu, perseguirono il loro piano avversando l'imminente invasione siamese. Il principe di Toungoo sobillò rivolte anti-siamesi a Martaban e quando nel 1599 Naresuan diede il via all'invasione della Birmania, l'esercito siamese dovette impegnarsi a fondo per sedare le rivolte di Martaban. Nal frattempo gli eserciti di Arakan e di Toungoo giunsero a Pegu ed il principe di Toungoo offrì la propria alleanza a Nandabayin, il quale accettò e nel timore dell'imminente arrivo dei siamesi, si consegnò al principe di Toungoo, che lo trasferì nella propria città. Pegu fu lasciata nelle mani delle truppe di Arakan, che la saccheggiarono per diversi giorni e poi la incendiarono.
Giunto nella distrutta capitale birmana nell'ottobre del 1599, Naresuan si trovò di fronte a un cumulo di macerie e solo allora si rese conto del voltafaccia di Arakan e Toungoo e ordinò alle proprie di marciare su quest'ultima, risoluto a porre fine al Regno birmano. Il lungo assedio durò fino al maggio del 1600, quando i siamesi furono costretti alla ritirata dalle gravi perdite subite e dalla mancanza di viveri. Fu il primo insuccesso militare di Naresuan, il cui arrivo in Birmania aveva comunque contribuito a disgregare ulteriormente l'ex impero. Al ritorno ad Ayutthaya dovette fronteggiare una nuova disputa tra il suo governatore di Chiang Saen ed il re di Chiang Mai. Quest'ultimo fece atto di sottomissione al Siam e venne favorito nella soluzione della disputa.
La pace con una disgregata Birmania sarebbe durata quattro anni; Nandabayin fu avvelenato otto mesi dopo essere stato portato a Toungoo e tre regni birmani emersero sulle varie municipalità che formavano il Paese. Il principe di Toungoo proclamò i propri diritti sulla corona, ma due figli di Bayinnaung organizzarono ciascuno un proprio regno, rispettivamente a Prome e ad Ava. Il più accreditato alla successione del fratello Nandabayin era il re di Ava Nyaungyan Min, che seppe respingere un attacco congiunto di Prome e Toungoo e, nel 1603, si proclamò nuovo re di Birmania restaurando la Dinastia di Toungoo.
Nel 1603, Naresuan inviò 6.000 uomini in Cambogia ad accompagnare il principe khmer Srisuphanma a prendere possesso del trono. Questi era stato 9 anni in cattività ad Ayutthaya ed era stato richiesto dalla corte cambogiana per sostituire l'incapace sovrano, uno dei tanti re che si erano alternati come vassalli del Siam dal 1594 senza incontrare i favori del popolo. Srisuphanma sarebbe rimasto un fedele alleato del Siam fino alla morte, avvenuta nel 1618.

### Ascesa al trono
A tutto il 1604, il Siam aveva conquistato tutti i territori dell'odierna Birmania situati nella penisola malese e quelli tradizionalmente dei mon, compresa Pegu. A nord erano caduti sotto la sua influenza 3 dei 19 principati degli shan, situati ai confini con l'Impero cinese, mentre gli altri avevano proclamato la propria indipendenza dalla Birmania. Il nuovo re birmano Nyaungyan Min iniziò in quel periodo una serie di campagne che gli avrebbero permesso di riunificare il Paese dopo qualche anno. Quando spedì le sue truppe a Mong Nai, che era uno dei tre principati protetti dai siamesi, il locale saopha (principe-re) fece appello a Naresuan che partì alla testa di un grosso esercito rinforzato dalle truppe di Chiang Mai. Quando fu nei pressi del fiume Saluen in località Mong Hang, all'estremo sud dell'odierno Stato Shan, il re cadde malato e fece chiamare il fratello Ekathotsarot, che gli era stato vicino nella maggior parte delle battaglie e che era a capo di una seconda armata nella vicina Fang. Naresuan morì pochi giorni dopo tra le braccia del fratello, il 25 aprile 1605.
Fonti siamesi riportano che Ekathotsarot fece portare le ceneri di Naresuan ad Ayutthaya, nei pressi del palazzo reale fece costruire in suo onore il Wat Worachetharam, nel cui chedi ripose le ceneri, dove tuttora si troverebbero. Altre ipotesi sono state fatte sulla località dove è avvenuto il decesso e quella dove sono conservate le ceneri. Secondo la tradizione shan, popolo devoto a Naresuan che li ha liberati dal dominio birmano, la cremazione del sovrano avvenne a Mongton, pochi chilometri a nord di Mong Hang, dove le sue ceneri sarebbero tuttora conservate in un wat del villaggio.
Ekathotsarot fu subito proclamato re, ordinò il ritiro delle truppe e tornò ad Ayutthaya. I birmani riuscirono a conquistare i tre principati shan alleati ai siamesi, ma anche Nyaungyan Min cadde malato; morì al ritorno dalla spedizione e gli succedette il figlio Anaukpetlun.

### Imposizione di tasse
Pur avendo dimostrato al fianco del fratello indiscusse doti di comando dell'esercito, nei cinque anni di regno Ekathotsarot si astenne da qualunque conflitto e concentrò i suoi interessi sul riassestare le finanze statali. Fu uno dei primi re del Siam a imporre il pagamento di tasse in denaro ai cittadini, i cui contributi in precedenza erano limitati alle corvée e negli ultimi anni anche a pagamenti in denaro a chi poteva permetterseli in sostituzione delle stesse corvée. La forma di tassazione più consistente fino ad allora erano stati i tributi a cui erano obbligati i sovrani degli Stati vassalli. Non si sa oggi di preciso che tipo di tasse impose, ma si presume riguardassero i proprietari di negozi e di bancarelle ai mercati. Questo nuovo sistema di tassazione gli valse la fama di uomo avido.

### Commerci con l'Occidente e il Giappone
Fu durante il regno di Ekathotsarot che giunsero in Siam le prime navi mercantili olandesi. Nel 1608, il sovrano diede il permesso alla Compagnia olandese delle Indie orientali di aprire un avamposto commerciale ad Ayutthaya. In quello stesso anno, un'ambasciata siamese fu ricevuta all'Aia dal principe di Orange Maurizio di Nassau, che era a capo della Repubblica delle Sette Province Unite, gli odierni Paesi Bassi. Gli inviati siamesi si interessarono particolarmente delle tecniche di costruzione delle navi, e negli anni seguenti gli olandesi contribuirono a sviluppare la marina di Ayutthaya. Continuarono anche gli amichevoli rapporti intrattenuti dal secolo precedente con i portoghesi, la cui prima missione dei gesuiti giunse in Siam nel 1606, guidata da Balthazar de Sequeira. Un'altra missione diplomatica siamese fu inviata in quegli anni nell'India portoghese presso il viceré di Goa.
Giunti ad Ayutthaya nel 1602, i fratelli Sheik Ahmad e Muhammad Said, predicatori e mercanti persiani, si dedicarono con successo al commercio e alla diffusione della religione islamica sciita dei duodecimani. Ekathotsarot affidò a Sheik Ahmad l'incarico di curare i rapporti con i mercanti arabi e persiani e fu l'inizio di una collaborazione che fruttò ai discendenti di questa famiglia, in particolare al ramo dei Bunnag, incarichi di prestigio a corte fino al XX secolo. Ayutthaya si arricchì enormemente con il loro contributo durante i successivi regni di Songtham e Narai.
Importanti relazioni furono stabilite anche con il Giappone, si creò in quel periodo nella capitale una nutrita colonia di giapponesi, molti dei quali formarono una speciale unità di guardie del corpo capeggiate dall'avventuriero di Numazu Yamada Nagamasa, che in seguito avrebbe avuto un ruolo importante su eventi del Regno di Ayutthaya. Cordiali rapporti si instaurarono tra la corte siamese e quella dello shōgun Tokugawa Ieyasu. Quest'ultimo ordinò molte armi e munizioni ad Ayutthaya, la cui polvere da sparo era considerata in Giappone di ottima qualità. Fu in quegli anni che Ieyasu permise i traffici marittimi verso il Siam ed altri Stati della regione alle navi shuinsen (di solito battenti bandiera giapponese e dotate di permesso con sigillo rosso).

### Successione
Nell'ultimo periodo del suo breve regno, il sovrano siamese fece nominare viceré ed erede al trono il figlio primogenito Suthat con il titolo di Maha Uparat. Poco tempo dopo, il nobile P'ya Nai Wai accusò Suthat di complottare per succedere al padre. Non è chiaro se il principe si tolse la vita o se fu fatto giustiziare da Ekathotsarot, che comunque subito dopo morì dal dispiacere per la morte del figlio, verso la fine del 1610. Fonti diverse assegnano a due diversi tra i suoi figli la successione sul trono. Alcune ritengono che il nuovo re fu Si Saowaphak, il quale sarebbe stato dopo poco tempo ucciso dall'altro figlio Sri Sin, che divenne re con il nome Songtham. Altre cronache scritte in lingua pali, sostengono che a succedere al padre fu direttamente Songtham, il quale non era però il principe Sri Sin ma Intharacha, un altro dei figli di Ekathotsarot.